# Partido Comunista de Nepal (Marxista-Leninista Unificado)
El Partido Comunista de Nepal (Marxista-Leninista Unificado) (en nepalí: नेपाल कम्युनिष्ट पार्टी (एकीकृतार्क्सवादी-लेनिनवादी)) es un partido comunista nepalí,formado en enero de 1991 con la unificación del Partido Comunista de Nepal (Marxista) y el Partido Comunista de Nepal (Marxista-leninista). 
Ha liderado cuatro gobiernos: de 1994 a 1995 bajo Man Mohan Adhikari, de 2009 a 2011 bajo Madhav Kumar Nepal, en 2011 bajo Jhala Nath Khanal, y de 2015 a 2016 bajo Khadga Prasad Oli. El partido también fue un socio menor en cinco gobiernos de coalición: en 1997 bajo Lokendra Bahadur Chand, de 1998 a 1999 bajo Girija Prasad Koirala, de 2008 a 2009 bajo Pushpa Kamal Dahal, de 2011 a 2013 bajo Baburam Bhattarai, y de 2014 a 2015 bajo Sushil Koirala.

## Historia
El PCN(MLU) fue fundado en enero de 1991. Ganó 69 de 205 escaños en las elecciones de 1991 y 16 de 60 escaños en la cámara alta con un 29,98% de los votos.
En 1994 se escindió el Partido Comunista de Nepal (Maoísta), que en 1996 adoptó la lucha armada guerrillera durante la Guerra Civil Nepalesa hasta 2006, cuando entabló un proceso de paz con el nuevo Gobierno nepalí.
En el V Congreso del PCN (MLU), Bhandari fue reelegido secretario general pero murió en un misterioso accidente de tráfico el 16 de mayo de 1993. Man Mohan Adhikari y Madan Kumar Bhandari fueron elegidos presidente y secretario general, respectivamente. En las elecciones de 1994 obtuvo el 31% de los votos y 88 escaños, siendo el mayor partido de Nepal.

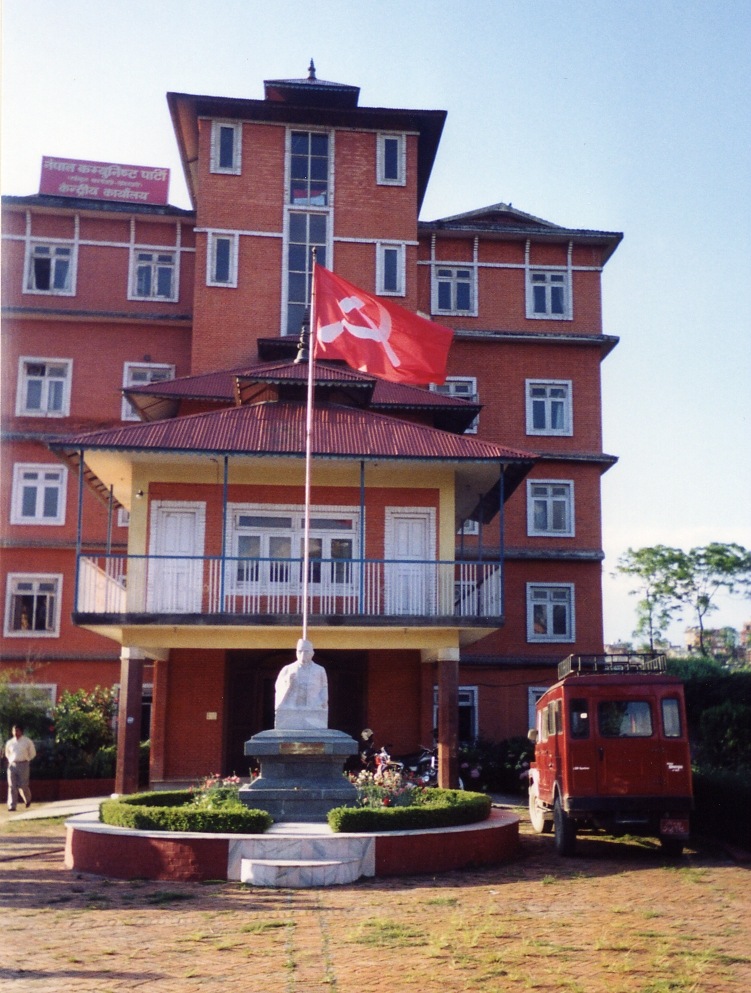
Sede del PCN(MLU) en Katmandú.

En diciembre de 1994 el PCN(MLU) formó un gobierno minoritario, con Man Mohan como primer ministro. Al no conseguir imponer su programa por falta de mayoría, dejó el gobierno en agosto de 1995. El Partido del Congreso de Nepal formó gobierno, que se mantuvo hasta marzo de 1997, cuando se formó una coalición entre el Congreso, los comunistas y el Partido Nacional Democrático, cuyo líder encabezó el gobierno. 
En las elecciones locales de ese mismo año el PCN(MLU) obtuvo más de la mitad de los escaños (poco más del 50% obtuvo en las de 1992). En el VI Congreso, celebrado en enero de 1998, Madhav Kumar sustituyó a Bhandari como secretario general. Hubo algunas deserciones, que se organizaron con la denominación de Partido Comunista de Nepal (Marxista-Leninista), quienes se reunificarían en 2002.
En las elecciones parlamentarias de 1999 el Partido consiguió el 31,61% de los votos.
Cuando el rey Gyanendra disolvió el Parlamento nepalí en 2005, el PCN(MLU) formó parte del movimiento opositor que terminaría en 2008 por derrocar a la monarquía y establecer una república.
El PCN(MLU) gobernó Nepal entre 2009 y 2011 con su anterior secretario general, Madhav Kumar Nepal, en medio de una inestabilidad política luego del fin de la monarquía.
El actual presidente del PCN(MLU) es Khadga Prasad Oli, actual primer ministro de Nepal.
Se disolvió el 17 de mayo de 2018 para dar paso al Partido Comunista de Nepal en una fusión con el Partido Comunista Unificado de Nepal (Maoísta), Sin embargo, el 7 de marzo de 2021, el Tribunal Supremo de Nepal declaró que la asignación del nombre Partido Comunista de Nepal tras la fusión del Partido Comunista de Nepal (Centro Maoísta) y el Partido Comunista de Nepal (Marxista-Leninista Unificado) y, por extensión, la fusión en sí, fue nulo, ya que el nombre ya estaba asignado a un partido liderado por Rishiram Kattel, y que el Partido Comunista de Nepal quedó "destituido". Tras el fallo, los dos partidos predecesores revivieron en su estado original inmediatamente antes de la fusión, lo que significa que el Partido Comunista de Nepal se disolvió, y por tanto, el Partido Comunista de Nepal (Centro Maoísta) y el Partido Comunista de Nepal (Marxista-Leninista Unificado) se refundaron como partidos independientes.
El 18 de julio de 2021, 22 miembros del parlamento votaron por Sher Bahadur Deuba desafiando el látigo del partido. Surgió una disputa entre los ex primeros ministros Madhav Kumar Nepal y KP Sharma Oli debido a que la facción de Madhav apoyaba al gobierno a pesar de que el partido era el partido de la oposición. El 18 de agosto de 2021, Madhav Kumar formó un nuevo partido llamado Partido Comunista de Nepal (Socialista Unificado). El ex primer ministro Jhalanatha Khanal, los vicepresidentes del partido y hasta 31 diputados se unieron al nuevo partido. Esto hizo una división de los comités del partido de nivel superior a inferior.

## Bandera y emblema
La bandera del PCN-UML es roja con la hoz y martillo en blanco en el cantón. El emblema incluye la bandera y las siglas estilizadas formando un círculo.
Otros partidos comunistas de Nepal usan esta misma bandera.
El Frente del Pueblo Unido presenta la hoz y martillo en el centro, en amarillo o blanco.

## Frentes de masas
- La Federación General de Sindicatos Nepalíes
- La Asociación de Campesinos de Nepal
- La Asociación de Mujeres Nepalíes
- La Federación Nacional de la Juventud Democrática
- La Unión Nacional de Estudiantes Libres de Nepal
- El Foro Cultural Nacional Popular